# Mesocenaceae
Famille
Les Mesocenaceae sont une famille d'algues unicellulaires de l'ordre des Dictyochales. Mesocena est un genre fossile que l'on trouve dans les couches géologiques de la période tertiaire, plus précisément le Paléogène étage Éocène et le Néogène étage Miocène.
Brandt et Apstein incluent Mesocena polymorpha dans le plancton marin de l'Atlantique nord, passant sous silence le caractère fossile de l'espèce.

## Étymologie
Le nom vient du genre type Mesocena, probablement en référence à la période géologique du Miocène anciennement appelée « Mésocène ».

## Description
Le squelette siliceux des espèces du genre Mesocena se présente sous la forme de « boîtier carré ou rectangulaire, dont les côtés sont droits ou convexes ; lisses ou recouverts de pointes fines, mesurant 20 à 48 μm par 25 à 51 μm, chaque coin étant doté d'une épine de 3 à 10 μm de long. ».

## Liste des genres
- Mesocena Ehrenberg[3].